# Hutchison Hill
Der Hutchison Hill ist ein 2150 m hoher Hügel im Grahamland auf der Antarktischen Halbinsel. Auf dem Avery-Plateau ragt der 2,5 km nordöstlich des Lampitt-Nunatak auf. Er gehört zu den Objekten des Plateaus, die von der Darbel Bay leicht einsehbar sind.
Das UK Antarctic Place-Names Committee benannte den Hügel 1960 nach dem britischen Mediziner Robert Hutchison (1871–1960), einem Pionier der Ernährungswissenschaft.